# Campionati mondiali juniores di slittino 2016
I Campionati mondiali juniores di slittino 2016, trentunesima edizione della manifestazione organizzata dalla Federazione Internazionale Slittino, si sono tenuti il 6 e 7 febbraio 2016 a Winterberg, in Germania, sulla pista omonima, la stessa sulla quale si svolsero le rassegne iridate juniores del 1990 e del 2005; sono state disputate gare in quattro differenti specialità: nel singolo uomini ed in quello donne, nel doppio e nella gara a squadre.
Vincitrice del medagliere è stata la squadra tedesca, capace di conquistare sette medaglie sulle dodici assegnate tra cui due titoli, quello nel singolo femminile con Julia Taubitz e quello nella gara a squadre con la compagine formata dalla stessa Taubitz, da Maximilian Jung, da Florian Löffler e da Manuel Stiebing; seguono la nazionale austriaca che si è aggiudicata la gara del doppio con David Trojer e Philip Knoll e quella russa vincitrice nella prova individuale maschile con Roman Repilov, al suo secondo sigillo mondiale consecutivo nella categoria.

## Risultati

### Singolo uomini
La gara è stata disputata il 6 febbraio 2016 su due manches e hanno preso parte alla competizione 43 atleti in rappresentanza di 18 differenti nazioni; campione uscente era il russo Roman Repilov, che ha conquistato il suo secondo titolo consecutivo dopo quello vinto nell'edizione 2015, davanti al lettone Kristers Aparjods e al tedesco Maximilian Jung.
| Pos. | Atleti            | Nazione  | Tempo    | Distacco |
| ---- | ----------------- | -------- | -------- | -------- |
|      | Roman Repilov     | Russia   | 1'45"944 |          |
|      | Kristers Aparjods | Lettonia | 1'46"092 | +0"148   |
|      | Maximilian Jung   | Germania | 1'46"097 | +0"153   |
| 4    | Nico Gleirscher   | Austria  | 1'46"168 | +0"224   |
| 5    | Jonas Müller      | Austria  | 1'46"336 | +0"392   |
| 6    | Max Langenhan     | Germania | 1'46"356 | +0"412   |
| 7    | Evgenij Petrov    | Russia   | 1'46"362 | +0"418   |
| 8    | Theo Gruber       | Italia   | 1'46"383 | +0"439   |
| 9    | Markus Hummer     | Germania | 1'46"519 | +0"575   |
| 10   | Paul-Lukas Heider | Germania | 1'46"553 | +0"609   |

### Singolo donne
La gara è stata disputata il 6 febbraio 2016 su due manches e hanno preso parte alla competizione 30 atlete in rappresentanza di 17 differenti nazioni; campionessa uscente era la tedesca Jessica Tiebel, che non si è presentata alla partenza della gara pur essendovi iscritta, ed il titolo è stato conquistato dalla connazionale Julia Taubitz, già vincitrice della medaglia d'argento nell'edizione 2014, davanti alle altre due tedesche Tina Müller e Alisa Dengler.
| Pos. | Atleti             | Nazione  | Tempo    | Distacco |
| ---- | ------------------ | -------- | -------- | -------- |
|      | Julia Taubitz      | Germania | 1'53"897 |          |
|      | Tina Müller        | Germania | 1'54"548 | +0"651   |
|      | Alisa Dengler      | Germania | 1'55"180 | +1"283   |
| 4    | Julija Naumova     | Russia   | 1'55"370 | +1"473   |
| 5    | Olesja Michajlenko | Russia   | 1'55"391 | +1"494   |
| 6    | Kyla Graham        | Canada   | 1'55"438 | +1"541   |
| 7    | Brooke Apshkrum    | Canada   | 1'55"487 | +1"590   |
| 8    | Tat'jana Cvetova   | Russia   | 1'55"502 | +1"605   |
| 9    | Kendija Aparjode   | Lettonia | 1'55"617 | +1"720   |
| 10   | Sarah Tomaselli    | Austria  | 1'55"722 | +1"825   |

### Doppio
La gara è stata disputata il 7 febbraio 2016 su due manches e hanno preso parte alla competizione 24 atleti in rappresentanza di 9 differenti nazioni; campioni uscenti erano i tedeschi Florian Löffler e Manuel Stiebing, vincitori della medaglia d'argento in questa occasione, ed il titolo è stato conquistato dagli austriaci David Trojer e Phillip Knoll, al loro primo trionfo nella categoria; terza è giunta l'altra coppia tedesca formata da Nico Semmler e Johannes Pfeiffer.
| Pos. | Atleti                                   | Nazione     | Tempo    | Distacco |
| ---- | ---------------------------------------- | ----------- | -------- | -------- |
|      | David Trojer Phillip Knoll               | Austria     | 1'27"427 |          |
|      | Florian Löffler Manuel Stiebing          | Germania    | 1'27"706 | +0"279   |
|      | Nico Semmler Johannes Pfeiffer           | Germania    | 1'27"979 | +0"552   |
| 4    | Evgenij Evdokimov Aleksej Grošev         | Russia      | 1'28"382 | +0"955   |
| 5    | Hannes Orlamünder Paul Gubitz            | Germania    | 1'30"788 | +3"361   |
| 6    | Tomáš Vaverčák Matej Zmij                | Slovacchia  | 1'32"803 | +5"376   |
| 7    | Andrij Lysec'kyj Myroslav Levkovyč       | Ucraina     | 1'36"054 | +8"627   |
| DNF  | Florian Schmid Fabian Strickner          | Austria     | -        | -        |
| DNF  | Benjamin Farquharson Christian Colaiezzi | Stati Uniti | -        | -        |
| DNF  | Filip Vejdělek Zdeněk Pěkný              | Rep. Ceca   | -        | -        |

### Gara a squadre
La gara è stata disputata il 7 febbraio 2016 su una sola manche composta da tre frazioni: quella del singolo femminile, quella del singolo maschile e quella del doppio e hanno preso parte alla competizione 36 atleti in rappresentanza di 9 differenti nazioni; campione uscente era la formazione lettone composta da Ulla Zirne, Kristers Aparjods, Kristens Putins e Kārlis Krišs Matuzels, ma in questa edizione iridata la Lettonia non ha partecipato alla gara, ed il titolo è stato conquistato dalla nazionale tedesca composta da Julia Taubitz, Maximilian Jung, Florian Löffler e Manuel Stiebing, tutti già sul podio in questa edizione dei mondiali anche nelle proprie rispettive specialità, davanti alla squadra statunitense di Gracie Weinberg, Jonathan Eric Gustafson, Benjamin Farquharson e Christian Colaiezzi, ed al team austriaco formato da Sarah Tomaselli, Nico Gleirscher, David Trojer e Phillip Knoll.
| Pos. | Squadra     | Atleti                                                                             | Tempo    | Distacco |
| ---- | ----------- | ---------------------------------------------------------------------------------- | -------- | -------- |
|      | Germania    | Julia Taubitz Maximilian Jung Florian Löffler / Manuel Stiebing                    | 2'39"326 |          |
|      | Stati Uniti | Gracie Weinberg Jonathan Eric Gustafson Benjamin Farquharson / Christian Colaiezzi | 2'40"005 | +0"679   |
|      | Austria     | Sarah Tomaselli Nico Gleirscher David Trojer / Phillip Knoll                       | 2'39"803 | +0"477   |
| 4    | Russia      | Olesja Michajlenko Roman Repilov Evgenij Evdokimov / Aleksej Grošev                | 2'39"727 | +0"401   |
| 5    | Ucraina     | Olena Smaha Mychajlo Savyckij Andrij Lysec'kyj / Myroslav Levkovyč                 | 2'44"619 | +5"293   |
| DNF  | Romania     | Cezara Curmei Andrei Feticu Angel Gabriel Kozak / Andrei Borosoiu                  | -        | -        |
| DNF  | Rep. Ceca   | Kateřina Mizerová Michael Lejsek Filip Vejdělek / Zdeněk Pěkný                     | -        | -        |
| DNF  | Canada      | Brooke Apshkrum Nicholas Klimchuk-Brown Matthew Riddle / Adam Shippit              | -        | -        |
| DNF  | Slovacchia  | Katarína Šimoňáková Ľubomír Kordek Tomáš Vaverčák / Matej Zmij                     | -        | -        |

## Medagliere
| Posizione | Nazione     | Oro | Argento | Bronzo | Totale |
| --------- | ----------- | --- | ------- | ------ | ------ |
| 1         | Germania    | 2   | 2       | 3      | 7      |
| 2         | Austria     | 1   | 0       | 1      | 2      |
| 3         | Russia      | 1   | 0       | 0      | 1      |
| 4         | Lettonia    | 0   | 1       | 0      | 1      |
| 4         | Stati Uniti | 0   | 1       | 0      | 1      |
| Totale    | Totale      | 4   | 4       | 4      | 12     |